# John Frankenheimer
John Michael Frankenheimer (19. února 1930 Queens – 6. července 2002 Los Angeles) byl americký filmový a televizní režisér známý svými sociálními dramaty a akčními filmy. Mezi jeho známé filmy patří Vlak (1965) či Ronin (1998).
V 90. letech 20. století vyhrál čtyři Ceny Emmy, z toho tři po sobě za režii televizních filmů mezi nimiž byl i film George Wallace. Byl považován za jednoho z posledních režisérů, kteří trvali na tom, že chtějí mít úplnou kontrolu nad všemi prvky produkce.